# شاخص مرکب قدرت ملی
شاخص مرکب از قابلیت ملی (CINC) یک شاخص آماری از قدرت ملی که توسط ج. دیوید سینگر برای پروژهٔ همبستگی‌های جنگ در سال ۱۹۶۳ ایجاد شد. این شاخص از متوسط درصد کل دنیا در ۶ مؤلفه متفاوت استفاده می‌کند. مؤلفه‌ها نشان دهنده قدرت جمعیت شناختی، اقتصادی، و نظامی است. مطالعات اخیر تمایل به استفاده از تراز (CINC)، که فراتر از GDP «روی شاخص‌هایی متمرکز است که برای پی بردن به درستی قدرت دولتی چشمگیر ترند» این شاخص هنوز بین بهترین روش‌های شناخته شده و مورد قبول برای قدرت ملی است.شاخص
CINC فقط قدرت سخت را نشان می‌دهد و کل قدرت ملی را نشان نمی‌دهد.

## روش تحلیل
همهٔ مؤلفه‌ها بدون بعد اند و درصدی از کل جمعیت را تشکیل می‌دهند.
درصد={\displaystyle {\frac {Country}{World}}}
CINC = {\displaystyle {\frac {TPR+UPR+ISPR+ECR+MER+MPR}{6}}}
که:
TPR = درصد کل جمعیت کشور
UPR = درصد جمعیت شهری کشور
ISPR = درصد تولید آهن و فولاد کشور
ECR = درصد مصرف انرژی اولیه
MER = درصد بودجه نظامی
MPR = درصد افراد نظامی

## فهرست کشورها بر اساس شاخص CINC
کشورها با اطلاعات سال۲۰۰۷ بر اساس شاخص CINC فهرست شده‌اند.
| رتبه | کشور                   | CINC    |
| ---- | ---------------------- | ------- |
| ۱    | چین                    | .۱۹۸۵۷۸ |
| ۲    | ایالات متحده آمریکا    | .۱۴۲۱۴۹ |
| ۳    | هند                    | .۰۷۳۴۴۴ |
| ۴    | ژاپن                   | .۰۴۲۶۷۵ |
| ۵    | روسیه                  | .۰۳۹۲۷۴ |
| ۶    | برزیل                  | .۰۲۴۵۹۷ |
| ۷    | آلمان                  | .۰۲۴۰۸۲ |
| ۸    | کره جنوبی              | .۰۲۳۸۷۸ |
| ۹    | بریتانیا               | .۰۲۱۱۵۸ |
| ۱۰   | فرانسه                 | .۰۱۸۹۲۴ |
| ۱۱   | ایتالیا                | .۰۱۷۴۲۰ |
| ۱۲   | ترکیه                  | .۰۱۴۳۱۷ |
| ۱۳   | پاکستان                | .۰۱۳۷۷۲ |
| ۱۴   | اندونزی                | .۰۱۳۷۰۸ |
| ۱۵   | ایران                  | .۰۱۳۴۵۰ |
| ۱۶   | کره شمالی              | .۰۱۲۹۲۵ |
| ۱۷   | مکزیک                  | .۰۱۲۲۶۹ |
| ۱۸   | اوکراین                | .۰۱۱۸۳۵ |
| ۱۹   | اسپانیا                | .۰۱۱۳۸۹ |
| ۲۰   | عربستان سعودی          | .۰۱۰۸۸۳ |
| ۲۱   | کانادا                 | .۰۱۰۶۸۳ |
| ۲۲   | مصر                    | .۰۰۹۷۱۳ |
| ۲۳   | بنگلادش                | .۰۰۸۰۶۰ |
| ۲۴   | تایوان                 | .۰۰۸۰۱۰ |
| ۲۵   | تایلند                 | .۰۰۷۹۷۳ |
| ۲۶   | نیجریه                 | .۰۰۷۷۹۲ |
| ۲۷   | ویتنام                 | .۰۰۷۶۱۲ |
| ۲۸   | استرالیا               | .۰۰۷۱۱۳ |
| ۲۹   | لهستان                 | .۰۰۶۹۳۹ |
| ۳۰   | میانمار                | .۰۰۶۳۹۵ |
| ۳۱   | آفریقای جنوبی          | .۰۰۶۳۱۶ |
| ۳۲   | کلمبیا                 | .۰۰۶۱۷۴ |
| ۳۳   | فیلیپین                | .۰۰۵۷۲۲ |
| ۳۴   | هلند                   | .۰۰۵۶۴۶ |
| ۳۵   | الجزایر                | .۰۰۵۲۹۰ |
| ۳۶   | عراق                   | .۰۰۵۲۲۲ |
| ۳۷   | آرژانتین               | .۰۰۴۷۲۱ |
| ۳۸   | ونزوئلا                | .۰۰۴۵۵۹ |
| ۳۹   | مراکش                  | .۰۰۴۴۷۱ |
| ۴۰   | سوریه                  | .۰۰۴۴۵۴ |
| ۴۱   | مالزی                  | .۰۰۴۴۰۳ |
| ۴۲   | جمهوری دموکراتیک کنگو  | .۰۰۴۱۷۵ |
| ۴۳   | بلژیک                  | .۰۰۳۸۹۵ |
| ۴۴   | اتیوپی                 | .۰۰۳۸۵۸ |
| ۴۵   | یونان                  | .۰۰۳۸۱۳ |
| ۴۶   | اسرائیل                | .۰۰۳۶۳۸ |
| ۴۷   | قزاقستان               | .۰۰۳۲۳۳ |
| ۴۸   | سنگاپور                | .۰۰۳۲۲۶ |
| ۴۹   | رومانی                 | .۰۰۳۲۱۳ |
| ۵۰   | شیلی                   | .۰۰۳۱۰۷ |
| ۵۱   | سودان                  | .۰۰۳۰۷۶ |
| ۵۲   | پرو                    | .۰۰۲۹۸۶ |
| ۵۳   | امارات متحده عربی      | .۰۰۲۹۸۰ |
| ۵۴   | سوئد                   | .۰۰۲۹۷۹ |
| ۵۵   | اتریش                  | .۰۰۲۵۷۲ |
| ۵۶   | بلاروس                 | .۰۰۲۵۵۷ |
| ۵۷   | آنگولا                 | .۰۰۲۴۸۳ |
| ۵۸   | جمهوری چک              | .۰۰۲۳۵۳ |
| ۵۹   | اریتره                 | .۰۰۲۲۵۶ |
| ۶۰   | ازبکستان               | .۰۰۲۱۵۷ |
| ۶۱   | فنلاند                 | .۰۰۲۱۴۴ |
| ۶۲   | سری‌لانکا               | .۰۰۲۰۷۸ |
| ۶۳   | تانزانیا               | .۰۰۱۹۳۲ |
| ۶۴   | پرتغال                 | .۰۰۱۸۴۱ |
| ۶۵   | کنیا                   | .۰۰۱۷۷۷ |
| ۶۶   | لیبی                   | .۰۰۱۷۶۳ |
| ۶۷   | نروژ                   | .۰۰۱۶۴۰ |
| ۶۸   | مجارستان               | .۰۰۱۶۰۸ |
| ۶۹   | کامبوج                 | .۰۰۱۵۵۶ |
| ۷۰   | یمن                    | .۰۰۱۵۵۶ |
| ۷۱   | اکوادور                | .۰۰۱۵۱۸ |
| ۷۲   | دانمارک                | .۰۰۱۴۹۳ |
| ۷۳   | اردن                   | .۰۰۱۴۴۸ |
| ۷۴   | نپال                   | .۰۰۱۴۳۷ |
| ۷۵   | اسلواکی                | .۰۰۱۴۳۳ |
| ۷۶   | بلغارستان              | .۰۰۱۴۲۲ |
| ۷۷   | افغانستان              | .۰۰۱۴۲۰ |
| ۷۸   | کوبا                   | .۰۰۱۳۵۲ |
| ۷۹   | کویت                   | .۰۰۱۳۳۴ |
| ۸۰   | اوگاندا                | .۰۰۱۳۲۰ |
| ۸۱   | جمهوری آذربایجان       | .۰۰۱۲۷۹ |
| ۸۲   | عمان                   | .۰۰۱۲۱۷ |
| ۸۳   | ساحل عاج               | .۰۰۱۱۷۳ |
| ۸۴   | غنا                    | .۰۰۱۱۰۹ |
| ۸۵   | سوئیس                  | .۰۰۱۰۸۳ |
| ۸۶   | بولیوی                 | .۰۰۱۰۵۰ |
| ۸۷   | موزامبیک               | .۰۰۱۰۳۲ |
| ۸۸   | زیمبابوه               | .۰۰۰۹۹۴ |
| ۸۹   | صربستان                | .۰۰۰۹۷۴ |
| ۹۰   | جمهوری دومینیکن        | .۰۰۰۹۶۹ |
| ۹۱   | کامرون                 | .۰۰۰۹۵۱ |
| ۹۲   | قطر                    | .۰۰۰۸۸۴ |
| ۹۳   | لبنان                  | .۰۰۰۸۴۴ |
| ۹۴   | تونس                   | .۰۰۰۸۲۲ |
| ۹۵   | گواتمالا               | .۰۰۰۷۸۹ |
| ۹۶   | نیوزیلند               | .۰۰۰۷۷۱ |
| ۹۷   | زامبیا                 | .۰۰۰۷۴۹ |
| ۹۸   | ماداگاسکار             | .۰۰۰۷۱۱ |
| ۹۹   | سنگال                  | .۰۰۰۶۹۷ |
| ۱۰۰  | ترکمنستان              | .۰۰۰۶۵۹ |
| ۱۰۱  | بورکینافاسو            | .۰۰۰۶۴۵ |
| ۱۰۲  | جمهوری ایرلند          | .۰۰۰۶۳۵ |
| ۱۰۳  | ارمنستان               | .۰۰۰۶۱۴ |
| ۱۰۴  | رواندا                 | .۰۰۰۵۸۱ |
| ۱۰۵  | کرواسی                 | .۰۰۰۵۸۰ |
| ۱۰۶  | السالوادور             | .۰۰۰۵۷۵ |
| ۱۰۷  | چاد                    | .۰۰۰۵۶۸ |
| ۱۰۸  | بوروندی                | .۰۰۰۵۶۲ |
| ۱۰۹  | هائیتی                 | .۰۰۰۵۴۲ |
| ۱۱۰  | سومالی                 | .۰۰۰۵۳۱ |
| ۱۱۱  | مالاوی                 | .۰۰۰۵۲۷ |
| ۱۱۲  | مالی                   | .۰۰۰۵۱۶ |
| ۱۱۳  | نیجر                   | .۰۰۰۵۰۵ |
| ۱۱۴  | گرجستان                | .۰۰۰۵۰۴ |
| ۱۱۵  | اروگوئه                | .۰۰۰۴۷۴ |
| ۱۱۶  | لائوس                  | .۰۰۰۴۷۱ |
| ۱۱۷  | گینه                   | .۰۰۰۴۵۸ |
| ۱۱۸  | هندوراس                | .۰۰۰۴۵۴ |
| ۱۱۹  | پاراگوئه               | .۰۰۰۴۵۰ |
| ۱۲۰  | لیتوانی                | .۰۰۰۴۴۲ |
| ۱۲۱  | لوکزامبورگ             | .۰۰۰۴۲۸ |
| ۱۲۲  | بوسنی و هرزگوین        | .۰۰۰۴۰۰ |
| ۱۲۳  | سیرالئون               | .۰۰۰۳۹۳ |
| ۱۲۴  | بحرین                  | .۰۰۰۳۹۰ |
| ۱۲۵  | نیکاراگوئه             | .۰۰۰۳۸۸ |
| ۱۲۶  | بنین                   | .۰۰۰۳۷۰ |
| ۱۲۷  | جمهوری کنگو            | .۰۰۰۳۶۱ |
| ۱۲۸  | قرقیزستان              | .۰۰۰۳۵۷ |
| ۱۲۹  | ترینیداد و توباگو      | .۰۰۰۳۵۴ |
| ۱۳۰  | تاجیکستان              | .۰۰۰۳۵۲ |
| ۱۳۱  | اسلوونی                | .۰۰۰۳۴۶ |
| ۱۳۲  | مولدووا                | .۰۰۰۳۴۶ |
| ۱۳۳  | لتونی                  | .۰۰۰۳۴۵ |
| ۱۳۴  | توگو                   | .۰۰۰۲۹۷ |
| ۱۳۵  | مقدونیه شمالی          | .۰۰۰۲۹۰ |
| ۱۳۶  | آلبانی                 | .۰۰۰۲۷۶ |
| ۱۳۷  | موریتانی               | .۰۰۰۲۷۰ |
| ۱۳۸  | استونی                 | .۰۰۰۲۵۳ |
| ۱۳۹  | مغولستان               | .۰۰۰۲۴۹ |
| ۱۴۰  | کاستاریکا              | .۰۰۰۲۴۰ |
| ۱۴۱  | پاپوآ گینه نو          | .۰۰۰۲۳۷ |
| ۱۴۲  | لیبریا                 | .۰۰۰۲۲۳ |
| ۱۴۳  | جمهوری آفریقای مرکزی   | .۰۰۰۲۰۶ |
| ۱۴۴  | قبرس                   | .۰۰۰۲۰۲ |
| ۱۴۵  | پاناما                 | .۰۰۰۱۹۶ |
| ۱۴۶  | جامائیکا               | .۰۰۰۱۹۲ |
| ۱۴۷  | بوتسوانا               | .۰۰۰۱۸۷ |
| ۱۴۸  | نامیبیا                | .۰۰۰۱۷۹ |
| ۱۴۹  | گابن                   | .۰۰۰۱۵۳ |
| ۱۵۰  | جیبوتی                 | .۰۰۰۱۵۰ |
| ۱۵۱  | برونئی                 | .۰۰۰۱۴۵ |
| ۱۵۲  | مونته‌نگرو              | .۰۰۰۱۳۳ |
| ۱۵۳  | گینه بیسائو            | .۰۰۰۱۳۲ |
| ۱۵۴  | تیمور شرقی             | .۰۰۰۱۱۳ |
| ۱۵۵  | گینه استوایی           | .۰۰۰۱۰۹ |
| ۱۵۶  | لسوتو                  | .۰۰۰۰۹۸ |
| ۱۵۷  | فیجی                   | .۰۰۰۰۸۱ |
| ۱۵۸  | موریس                  | .۰۰۰۰۶۲ |
| ۱۵۹  | سورینام                | .۰۰۰۰۵۸ |
| ۱۶۰  | اسواتینی               | .۰۰۰۰۵۷ |
| ۱۶۱  | گامبیا                 | .۰۰۰۰۵۱ |
| ۱۶۲  | گویان                  | .۰۰۰۰۴۹ |
| ۱۶۳  | بوتان (کشور)           | .۰۰۰۰۴۶ |
| ۱۶۴  | باهاما                 | .۰۰۰۰۴۴ |
| ۱۶۵  | ایسلند                 | .۰۰۰۰۴۳ |
| ۱۶۶  | مالت                   | .۰۰۰۰۳۵ |
| ۱۶۷  | مالدیو                 | .۰۰۰۰۲۹ |
| ۱۶۸  | کومور                  | .۰۰۰۰۲۴ |
| ۱۶۹  | کیپ ورد                | .۰۰۰۰۲۲ |
| ۱۷۰  | بلیز                   | .۰۰۰۰۲۱ |
| ۱۷۱  | باربادوس               | .۰۰۰۰۲۰ |
| ۱۷۲  | جزایر سلیمان           | .۰۰۰۰۱۳ |
| ۱۷۳  | سائوتومه و پرنسیپ      | .۰۰۰۰۰۶ |
| ۱۷۴  | وانواتو                | .۰۰۰۰۰۶ |
| ۱۷۵  | ساموآ                  | .۰۰۰۰۰۵ |
| ۱۷۶  | سنت لوسیا              | .۰۰۰۰۰۵ |
| ۱۷۷  | سیشل                   | .۰۰۰۰۰۴ |
| ۱۷۸  | سان مارینو             | .۰۰۰۰۰۳ |
| ۱۷۹  | موناکو                 | .۰۰۰۰۰۳ |
| ۱۸۰  | آنتیگوآ و باربودا      | .۰۰۰۰۰۳ |
| ۱۸۱  | ایالات فدرال میکرونزی  | .۰۰۰۰۰۳ |
| ۱۸۲  | گرنادا                 | .۰۰۰۰۰۳ |
| ۱۸۳  | سنت وینسنت و گرنادین‌ها | .۰۰۰۰۰۳ |
| ۱۸۴  | تونگا                  | .۰۰۰۰۰۳ |
| ۱۸۵  | آندورا                 | .۰۰۰۰۰۳ |
| ۱۸۶  | کیریباتی               | .۰۰۰۰۰۲ |
| ۱۸۷  | دومینیکا               | .۰۰۰۰۰۲ |
| ۱۸۸  | لیختن‌اشتاین            | .۰۰۰۰۰۲ |
| ۱۸۹  | سنت کیتس و نویس        | .۰۰۰۰۰۲ |
| ۱۹۰  | جزایر مارشال           | .۰۰۰۰۰۱ |
| ۱۹۱  | پالائو                 | .۰۰۰۰۰۱ |
| ۱۹۲  | نائورو                 | .۰۰۰۰۰۰ |
| ۱۹۳  | تووالو                 | .۰۰۰۰۰۰ |